# Sauris dentatilinea
Sauris dentatilinea är en fjärilsart som beskrevs av W. Warren 1905. Sauris dentatilinea ingår i släktet Sauris och familjen mätare. Inga underarter finns listade.